# 佐藤弘子
佐藤弘子（日语：／ Satō Hiroko，1939年6月10日—），日本女子标枪运动员。她曾获得1962年亚洲运动会女子标枪金牌。她也曾参加1964年夏季奥林匹克运动会，获得第七名。